# Parotidectomie
Parotidectomie is operatieve verwijdering van (een van de twee lobben van) de oorspeekselklier (glandula parotis). Dit is soms nodig bij gezwellen van de oorspeekselklier, waarvan de benigne mengtumor (pleiomorf adenoom) verreweg de meest voorkomende is.
De operatie is technisch moeilijk omdat de nervus facialis, de zenuw die de meeste mimiekspieren van het gelaat bedient, dwars door deze klier heen loopt. Het is de kunst deze zenuw zo veel mogelijk te sparen. Dat is niet altijd mogelijk en lukt ook niet altijd. Indien de zenuw gedeeltelijk beschadigd raakt, zal deze zich in de meeste gevallen vanzelf herstellen in een periode van enkele maanden tot een half jaar. Volledig doorsnijden van de zenuw leidt tot verlamming van de spieren die hierdoor worden aangestuurd, zoals de mondhoek en de oogleden aan de betreffende kant van het gezicht.
Tijdens de operatie is het onvermijdelijk dat zenuwen die betrokken zijn bij de speekselproductie beschadigd raken. Deze zenuwuiteinden kunnen zich aansluiten op zweetklieren van de wang. Dit heeft tot gevolg dat de prikkel voor de aanmaak van speeksel, zoals eten, nu leidt tot zweetproductie van de wang aan de geopereerde kant van het gezicht. Dit wordt het syndroom van Frey genoemd.
Het syndroom van Frey treedt enkele weken tot maanden na de operatie op bij vrijwel iedere patiënt, hoewel meestal niet in zo'n mate dat de patiënt er last van heeft. Ongeveer 30% van de patiënten vertoont symptomen.